# La Dernière Tentation des Belges
Pour plus de détails, voir Fiche technique et Distribution.
La Dernière Tentation des Belges est un film belge, une comédie dramatique écrite et réalisée par Jan Bucquoy et sortie en 2021. 

## Synopsis
Jan et sa fille, Marie, strip-teaseuse occasionnelle, sont au bord d'un précipice dans lequel elle veut se jeter. Jan lui raconte des histoires et, tant qu'il la distrait, elle ne sautera pas.

## Fiche technique
- Titre original : La Dernière Tentation des Belges
- Réalisation : Jan Bucquoy
- Scénario : Jan Bucquoy
- Photographie : Michel Baudour
- Montage : Thijs Van Nuffel
- Production : Anton Iffland Stettner & Eva Kuperman
- Société de production : Stenola Productions
- Musique : Marka
- Costumes : Audrey Wilmotte
- Pays d'origine : Belgique
- Langue originale : français, néerlandais
- Format : couleur
- Genre : comédie
- Durée : 76 minutes
- Dates de sortie :
  - France : 21 septembre 2021 (Festival international du film grolandais de Toulouse)

## Distribution
- Wim Willaert : Jan
- Alice Dutoit : Marie
- Alex Vizorek :
- Noël Godin :
- Frédéric Jannin :
- Stefan Liberski :
- Marka :
- Alice Moons :
- Berthe Tanwo Njole : la femme noire
- André Stas :
- Freddy Tougaux :
- Laurence Vielle :

## Inspiration
Jan Bucquoy a construit son film autour du suicide en 2008 de sa fille, Marie, une photographe qui commençait à se faire connaître.